# Kollegialitätsprinzip
Das Kollegialitätsprinzip, in Deutschland auch Kollegialprinzip genannt, beschreibt eine Art der Führung von Behörden und Regierungen. Hierbei besteht die Regierung bzw. die Behörde aus gleichberechtigten Mandatsträgern, welche die in geheimer Abstimmung gefassten Entschlüsse nach außen mit einer Stimme vertreten.
Vom Kollegialitätsprinzip zu unterscheiden ist das Konsensprinzip, bei dem die Entscheidungen auch intern nicht nach dem Mehrheitsprinzip getroffen werden, sondern versucht wird, einen von allen Beteiligten angenommenen Konsens zu finden.

## Deutschland

### Historisch
Im Zuge der Professionalisierung der Verwaltung in der Frühen Neuzeit wurden die Behördenspitzen in der Regel kollegial organisiert. Die entscheidenden Räte waren gleichberechtigt, auch der dem Kollegium vorsitzende Rat, oft als „Präsident“ bezeichnet, hatte nur eine Stimme, allerdings bei Abstimmungen die letzte, gegebenenfalls entscheidende. Im Zuge der Modernisierungen des Staates am Anfang des 19. Jahrhunderts wurde die Leitung der Behörden zunehmend einzelnen Spitzenbeamten übertragen, bei Ministerien z. B. einem Minister.

### Gegenwart
In der Bundesrepublik Deutschland hat der Bundeskanzler laut Art. 65 Satz 1 Grundgesetz die Richtlinienkompetenz, das heißt, dass er als Regierungschef die Richtlinien der Politik bestimmt. Dieses sogenannte Kanzlerprinzip wird durch die Fachkompetenz der einzelnen Minister (Ressortprinzip) und das Kollegialprinzip begrenzt, nach dem bei wichtigen Entscheidungen das gesamte Kabinett als Kollegium entscheidet.
Auch die Frankfurter Allgemeine Zeitung wird nach dem Kollegialitätsprinzip geleitet: „Nicht ein einzelner, ein Chefredakteur, bestimmt die Linie der Zeitung, sondern ein Gremium von fünf Herausgebern, die nach dem Kollegialitätsprinzip zusammenarbeiten.“

## Schweiz
Da die Schweizerische Eidgenossenschaft verfassungsgemäß weder ein Staatsoberhaupt noch einen Regierungschef hat, ist hier das Kollegialitätsprinzip im Staatswesen noch wesentlich ausgeprägter. Die Schweizer Regierung, der Bundesrat, ist nach Art. 177 BV eine Kollegialbehörde, in der jedes Mitglied die gleichen Rechte hat.
Der Bundesrat tritt jeden Mittwochmorgen zu ordentlichen Sitzungen zusammen. Die Mitglieder können dann ihre Meinungen zu den vorliegenden Geschäften darlegen. Beschlüsse werden nach der Meinungsmehrheit gefasst, wobei mindestens vier der sieben Bundesräte anwesend sein müssen. Diese im Geheimen gefassten Entschlüsse werden von jedem Mitglied gegenüber Dritten, mit den Argumenten vertreten, die den Ausschlag gegeben haben. (Siehe auch Bundesrat (Schweiz) – Kollegialitätsprinzip)
In der Schweiz besteht sowohl auf Bundesebene als auch auf Kantons- und Gemeindeebene die Exekutive aus Kollegialbehörden.